# Закон Хладні
Зако́н Хладні́ — закон, що характеризує залежність частоти вібрації тіла з осьовою симетрією від числа вузлів стоячих хвиль, які виникають на його поверхні при центральному закріпленні тіла. Описується рівнянням
{\displaystyle \nu =A\left(m+an\right)^{b}}
де
m — число лінійних радіальних вузлів;
n — число концентричних колових вузлів;
A, a і b — параметри що залежать від форми тіла.
Для плоскої круглої пластини рівняння добре описує залежність за значень параметрів: A = 1; a = b = 2, тобто
{\displaystyle \nu =\left(m+2n\right)^{2}}
Закон Хладні також може бути використаний для опису коливань тарілки, ручного дзвіночка та церковного дзвона. Для цих випадків b може варіюватися від 1,4 до 2,4. Насправді, b може змінюватись навіть для одного об'єкта, в залежності від сімейства мод, що розглядається.